# آن سن شیطنت و هوسبازی
 آن سن شیطنت و هوسبازی (ایتالیایی: Quella età maliziosa) یک فیلم اروتیک درام به کارگردانی سیلویا آمادیو است که در سال ۱۹۷۵ منتشر شد.

## گزیدهٔ بازیگران
- گلوریا گوئیدا
- نینو کاستلنووو
- آنیتا ساندرس
- میمو پالمارا
- آندره‌آ آئورلی
- فابیو گاریبا